# Tournoi de Hong Kong de rugby à sept 2016
Navigation
2015 2017
Le Tournoi de Hong Kong de rugby à sept 2016 est la septième étape de la saison 2015-2016 du World Rugby Sevens Series. Elle se déroule sur trois jours du 8 au 10 avril 2016 au Hong Kong Stadium à Hong Kong, en Chine.
L'équipe des Fidji gagne le tournoi principal battant en finale l'équipe de Nouvelle-Zélande sur le score de 21 à 7.
L'équipe du Japon gagne, quant à elle, une place d'équipe permanente pour la saison 2016-2017 des World Rugby World Sevens Series en gagnant le tournoi de qualification.

## Équipes participantes
Seven World Series
Seize équipes participent au tournoi (quinze équipes permanentes plus une invitée) :
- Afrique du Sud
- Angleterre
- Argentine
- Australie
- Canada
- Écosse
- États-Unis
- France
- Fidji
- Pays de Galles
- Kenya
- Nouvelle-Zélande
- Portugal
- Russie
- Samoa
- Corée du Sud (invitée)

Tournoi de qualification
12 équipes réparties en 3 poules participent au tournoi de qualification:
- Allemagne (d)
- Brésil
- Chili
- Espagne (d)
- Hong Kong
- Îles Caïmans
- Japon
- Maroc (d)
- Mexique
- Papouasie-Nouvelle-Guinée
- Tonga
- Zimbabwe (d)

## Tournoi principal

### Phase de poules

#### Poule A
| Rang | Pays             | J | V | N | D | Pm | Pe | Diff | Pts |
| ---- | ---------------- | - | - | - | - | -- | -- | ---- | --- |
| 1    | Nouvelle-Zélande | 3 | 3 | 0 | 0 | 52 | 27 | +25  | 9   |
| 2    | Kenya            | 3 | 1 | 0 | 2 | 34 | 22 | +12  | 5   |
| 3    | France           | 3 | 1 | 0 | 2 | 46 | 53 | -7   | 5   |
| 4    | Samoa            | 3 | 1 | 0 | 2 | 34 | 64 | -30  | 5   |

| 8 avril 2016 18 h 10 UTC+08:00 | Samoa | 0 - 24 (0 - 17) | Kenya | Hong Kong Stadium, Hong Kong |
| 8 avril 2016 18 h 10 UTC+08:00 |       | Essai(s) : Nelson Oyoo 2e, William Ambaka Ndayara 5e, Humphrey Kayange (2) 7e, 8e Transformation(s) : Samuel Oliech (2) 2e, 9e |       | Hong Kong Stadium, Hong Kong |
| 8 avril 2016 18 h 10 UTC+08:00 |       | |       | Hong Kong Stadium, Hong Kong |

| 8 avril 2016 19 h 44 UTC+08:00 | Nouvelle-Zélande                                                                                | 19 - 17 (7 - 17) | France | Hong Kong Stadium, Hong Kong |
| 8 avril 2016 19 h 44 UTC+08:00 | Essai(s) : Tim Mikkelson (2) 7e, 11e, Kurt Baker 8e Transformation(s) : Gillies Kaka (2) 8e, 9e |                  | Essai(s) : Julien Candelon 2e, Virimi Vakatawa 4e, Jonathan Laugel 5e Transformation(s) : Stephen Parez 5e | Hong Kong Stadium, Hong Kong |
| 8 avril 2016 19 h 44 UTC+08:00 |                                                                                                 |                  | | Hong Kong Stadium, Hong Kong |

| 9 avril 2016 11 h 18 UTC+08:00 | Samoa | 24 - 12 (7 - 5) | France                                                                                 | Hong Kong Stadium, Hong Kong |
| 9 avril 2016 11 h 18 UTC+08:00 | Essai(s) : Alamanda Motuga 5e, Falemiga Selesele (2) 9e, 17e, Siaosi Asofolau 13e Transformation(s) : Tomasi Alosio 6e, Tila Mealoi 17e |                 | Essai(s) : Jérémy Aicardi 3e, Sacha Valleau 15e Transformation(s) : Jérémy Aicardi 15e | Hong Kong Stadium, Hong Kong |
| 9 avril 2016 11 h 18 UTC+08:00 | |                 |                                                                                        | Hong Kong Stadium, Hong Kong |

| 9 avril 2016 11 h 40 UTC+08:00 | Nouvelle-Zélande         | 5 - 0 (0 - 0) | Kenya | Hong Kong Stadium, Hong Kong |
| 9 avril 2016 11 h 40 UTC+08:00 | Essai(s) : DJ Forbes 13e |               |       | Hong Kong Stadium, Hong Kong |
| 9 avril 2016 11 h 40 UTC+08:00 |                          |               |       | Hong Kong Stadium, Hong Kong |

| 9 avril 2016 15 h 18 UTC+08:00 | France                                                                                                  | 17 - 10 (12 - 0) | Kenya                                                  | Hong Kong Stadium, Hong Kong |
| 9 avril 2016 15 h 18 UTC+08:00 | Essai(s) : Sacha Valleau 2e, Virimi Vakatawa 5e, Stephen Parez 13e Transformation(s) : Stephen Parez 3e |                  | Essai(s) : Nelson Oyoo 10e, William Ambaka Ndayara 16e | Hong Kong Stadium, Hong Kong |
| 9 avril 2016 15 h 18 UTC+08:00 | |                  |                                                        | Hong Kong Stadium, Hong Kong |

| 9 avril 2016 15 h 40 UTC+08:00 | Nouvelle-Zélande | 28 - 10 (21 - 0) | Samoa                                         | Hong Kong Stadium, Hong Kong |
| 9 avril 2016 15 h 40 UTC+08:00 | Essai(s) : Gillies Kaka 1re, Regan Ware (2) 3e, 8e, Sonny Bill Williams 12e Transformation(s) : Gillies Kaka (4) 2e, 4e, 9e, 13e |                  | Essai(s) : Falemiga Selesele 8e, Ed Fidow 14e | Hong Kong Stadium, Hong Kong |
| 9 avril 2016 15 h 40 UTC+08:00 | |                  |                                               | Hong Kong Stadium, Hong Kong |

#### Poule B
| Rang | Pays           | J | V | N | D | Pm | Pe | Diff | Pts |
| ---- | -------------- | - | - | - | - | -- | -- | ---- | --- |
| 1    | Angleterre     | 3 | 2 | 1 | 0 | 52 | 26 | +26  | 8   |
| 2    | Afrique du Sud | 3 | 2 | 0 | 1 | 95 | 21 | +74  | 7   |
| 3    | Écosse         | 3 | 1 | 0 | 2 | 28 | 65 | -37  | 5   |
| 4    | Russie         | 3 | 0 | 1 | 2 | 27 | 90 | -63  | 4   |

| 8 avril 2016 19 h 16 UTC+08:00 | Écosse | 28 - 15 (7 - 10) | Russie                                                    | Hong Kong Stadium, Hong Kong |
| 8 avril 2016 19 h 16 UTC+08:00 | Essai(s) : Jamie Farndale 4e, James Johnstone (2) 10e, 11e, James Fleming 14e Transformation(s) : Scott Wight (4) 4e, 10e, 11e, 14e |                  | Essai(s) : Denis Simplikevich (2) 2e, 17e, Ilya Babaev 7e | Hong Kong Stadium, Hong Kong |
| 8 avril 2016 19 h 16 UTC+08:00 | |                  |                                                           | Hong Kong Stadium, Hong Kong |

| 8 avril 2016 20 h 50 UTC+08:00 | Afrique du Sud                                                                                             | 14 - 21 (7 - 14) | Angleterre                                                                                                   | Hong Kong Stadium, Hong Kong |
| 8 avril 2016 20 h 50 UTC+08:00 | Essai(s) : Seabelo Senatla 9e, Philip Snyman 14e Transformation(s) : Justin Geduld 8e, Branco du Preez 15e |                  | Essai(s) : Phil Burgess 3e, Dan Norton 4e, "Penalty Try" 9e Transformation(s) : Tom Mitchell (3) 3e, 4e, 10e | Hong Kong Stadium, Hong Kong |
| 8 avril 2016 20 h 50 UTC+08:00 | |                  | | Hong Kong Stadium, Hong Kong |

| 9 avril 2016 13 h 32 UTC+08:00 | Écosse | 0 - 19 (0 - 12)                                                                                            | Angleterre | Hong Kong Stadium, Hong Kong |
| 9 avril 2016 13 h 32 UTC+08:00 |        | Essai(s) : Richard de Carpentier 2e, Dan Norton (2) 10e, 15e Transformation(s) : Tom Mitchell (2) 10e, 16e |            | Hong Kong Stadium, Hong Kong |
| 9 avril 2016 13 h 32 UTC+08:00 |        | |            | Hong Kong Stadium, Hong Kong |

| 9 avril 2016 13 h 54 UTC+08:00 | Afrique du Sud | 50 - 0 (19 - 0) | Russie | Hong Kong Stadium, Hong Kong |
| 9 avril 2016 13 h 54 UTC+08:00 | Essai(s) : Ruhan Nel 1re, Branco du Preez 4e, Seabelo Senatla 9e, Kwagga Smith 8e, Cecil Afrika 10e, Siviwe Soyizwapi 11e, Justin Geduld 14e, Stephan Dippenaar 15e Transformation(s) : Branco du Preez (5) 4e, 10e, 9e, 10e, 14e |                 |        | Hong Kong Stadium, Hong Kong |
| 9 avril 2016 13 h 54 UTC+08:00 | |                 |        | Hong Kong Stadium, Hong Kong |

| 9 avril 2016 17 h 32 UTC+08:00 | Angleterre                                                                        | 12 - 12 (0 - 7) | Russie                                                                                         | Hong Kong Stadium, Hong Kong |
| 9 avril 2016 17 h 32 UTC+08:00 | Essai(s) : Tom Bowen 9e, Cameron Cowell 11e Transformation(s) : Cameron Cowell 9e |                 | Essai(s) : Stanislav Bondarev 7e, Denis Simplikevich 14e Transformation(s) : Eduard Filatov 8e | Hong Kong Stadium, Hong Kong |
| 9 avril 2016 17 h 32 UTC+08:00 |                                                                                   |                 |                                                                                                | Hong Kong Stadium, Hong Kong |

| 9 avril 2016 17 h 54 UTC+08:00 | Afrique du Sud | 31 - 0 (14 - 0) | Écosse | Hong Kong Stadium, Hong Kong |
| 9 avril 2016 17 h 54 UTC+08:00 | Essai(s) : Ruhan Nel (2) 8e, 11e, Seabelo Senatla 9e, Siviwe Soyizwapi 14e, Stephan Dippenaar 15e Transformation(s) : Justin Geduld (3) 9e, 11e, 16e |                 |        | Hong Kong Stadium, Hong Kong |
| 9 avril 2016 17 h 54 UTC+08:00 | |                 |        | Hong Kong Stadium, Hong Kong |

#### Poule C
| Rang | Pays       | J | V | N | D | Pm | Pe | Diff | Pts |
| ---- | ---------- | - | - | - | - | -- | -- | ---- | --- |
| 1    | États-Unis | 3 | 3 | 0 | 0 | 69 | 26 | +43  | 9   |
| 2    | Australie  | 3 | 2 | 0 | 1 | 80 | 29 | +51  | 7   |
| 3    | Argentine  | 3 | 1 | 0 | 2 | 38 | 54 | -16  | 5   |
| 4    | Portugal   | 3 | 0 | 0 | 3 | 12 | 90 | -78  | 3   |

| 8 avril 2016 18 h 54 UTC+08:00 | États-Unis | 21 - 5 (14 - 5) | Portugal                     | Hong Kong Stadium, Hong Kong |
| 8 avril 2016 18 h 54 UTC+08:00 | Essai(s) : Martin Iosefo 3e, Perry Baker 6e, Madison Hughes 15e Transformation(s) : Madison Hughes (3) 4e, 7e, 15e |                 | Essai(s) : Tomás Appleton 8e | Hong Kong Stadium, Hong Kong |
| 8 avril 2016 18 h 54 UTC+08:00 | |                 |                              | Hong Kong Stadium, Hong Kong |

| 8 avril 2016 20 h 28 UTC+08:00 | Australie | 28 - 0 (14 - 0) | Argentine | Hong Kong Stadium, Hong Kong |
| 8 avril 2016 20 h 28 UTC+08:00 | Essai(s) : John Porch 5e, Ed Jenkins 7e, Lewis Holland 9e, Allan Fa'alava'au 13e Transformation(s) : James Stannard (4) 6e, 7e, 10e, 13e |                 |           | Hong Kong Stadium, Hong Kong |
| 8 avril 2016 20 h 28 UTC+08:00 | |                 |           | Hong Kong Stadium, Hong Kong |

| 9 avril 2016 12 h 48 UTC+08:00 | États-Unis | 26 - 14 (7 - 14) | Argentine                                                                                         | Hong Kong Stadium, Hong Kong |
| 9 avril 2016 12 h 48 UTC+08:00 | Essai(s) : Perry Baker (2) 7e, 11e, Maka Unufe 10e, Madison Hughes 14e Transformation(s) : Madison Hughes (3) 8e, 10e, 15e |                  | Essai(s) : Rodrigo Etchart 2e, Juan Pablo Estelles 5e Transformation(s) : Gaston Revol (2) 2e, 6e | Hong Kong Stadium, Hong Kong |
| 9 avril 2016 12 h 48 UTC+08:00 | |                  |                                                                                                   | Hong Kong Stadium, Hong Kong |

| 9 avril 2016 13 h 10 UTC+08:00 | Australie | 45 - 7 (19 - 0) | Portugal                                                        | Hong Kong Stadium, Hong Kong |
| 9 avril 2016 13 h 10 UTC+08:00 | Essai(s) : Ed Jenkins (2) 2e, 9e, John Porch (3) 4e, 13e, 15e, Con Foley 6e, Sam Myers 10e Transformation(s) : James Stannard (5) 2e, 6e, 11e, 14e, 16e, |                 | Essai(s) : "Penalty Try" 12e Transformation(s) : Pedro Leal 12e | Hong Kong Stadium, Hong Kong |
| 9 avril 2016 13 h 10 UTC+08:00 | |                 |                                                                 | Hong Kong Stadium, Hong Kong |

| 9 avril 2016 16 h 48 UTC+08:00 | Argentine | 24 - 0 (7 - 0) | Portugal | Hong Kong Stadium, Hong Kong |
| 9 avril 2016 16 h 48 UTC+08:00 | Essai(s) : Ramiro Finco 5e, Sebastián Cancelliere 10e, Rodrigo Etchart (2) 13e, 15e Transformation(s) : Bautista Ezcurra (2) 5e, 11e |                |          | Hong Kong Stadium, Hong Kong |
| 9 avril 2016 16 h 48 UTC+08:00 | |                |          | Hong Kong Stadium, Hong Kong |

| 9 avril 2016 17 h 10 UTC+08:00 | Australie                                                              | 7 - 22 (7 - 12) | États-Unis | Hong Kong Stadium, Hong Kong |
| 9 avril 2016 17 h 10 UTC+08:00 | Essai(s) : Allan Fa'alava'au 1re Transformation(s) : James Stannard 2e |                 | Essai(s) : Garrett Bender 5e, Madison Hughes 8e, Perry Baker 10e, Ben Pinkelman 15e Transformation(s) : Madison Hughes 9e | Hong Kong Stadium, Hong Kong |
| 9 avril 2016 17 h 10 UTC+08:00 |                                                                        |                 | | Hong Kong Stadium, Hong Kong |

#### Poule D
| Rang | Pays           | J | V | N | D | Pm  | Pe  | Diff | Pts |
| ---- | -------------- | - | - | - | - | --- | --- | ---- | --- |
| 2    | Fidji          | 3 | 3 | 0 | 0 | 112 | 27  | +85  | 9   |
| 1    | Pays de Galles | 3 | 2 | 0 | 1 | 74  | 60  | +14  | 7   |
| 3    | Canada         | 3 | 1 | 0 | 2 | 58  | 57  | +1   | 5   |
| 4    | Corée du Sud   | 3 | 0 | 0 | 3 | 28  | 128 | -100 | 3   |

| 8 avril 2016 18 h 32 UTC+08:00 | Pays de Galles | 40 - 14 (21 - 7) | Corée du Sud                                                                                          | Hong Kong Stadium, Hong Kong |
| 8 avril 2016 18 h 32 UTC+08:00 | Essai(s) : Kristian Phillips 2e, Luke Morgan 5e, Samuel Cross 8e, Owen Jenkins 9e, Jordan Williams 11e, Tom Isaacs 14e Transformation(s) : Jordan Williams (5) 2e, 5e, 8e, 9e, 11e |                  | Essai(s) : Seong-bae Lee 4e, Hyun Soo Kim 13e Transformation(s) : Seong-bae Lee 4e, Youn Hyung Oh 13e | Hong Kong Stadium, Hong Kong |
| 8 avril 2016 18 h 32 UTC+08:00 | |                  | | Hong Kong Stadium, Hong Kong |

| 8 avril 2016 20 h 06 UTC+08:00 | Fidji | 19 - 17 (5 - 12) | Canada                                                                                      | Hong Kong Stadium, Hong Kong |
| 8 avril 2016 20 h 06 UTC+08:00 | Essai(s) : Savenaca Rawaca (2) 2e, 13e, Semi Kunatani 17e Transformation(s) : Amenoni Nasilasila 14e, Osea Kolinisau 18e |                  | Essai(s) : John Moonlight (2) 6e, 11e, Sean White 7e Transformation(s) : Nathan Hirayama 7e | Hong Kong Stadium, Hong Kong |
| 8 avril 2016 20 h 06 UTC+08:00 | |                  |                                                                                             | Hong Kong Stadium, Hong Kong |

| 9 avril 2016 12 h 02 UTC+08:00 | Pays de Galles | 24 - 10 (14 - 10) | Canada                                        | Hong Kong Stadium, Hong Kong |
| 9 avril 2016 12 h 02 UTC+08:00 | Essai(s) : Samuel Cross 3e, Luke Treharne (2) 8e, 9e, Jordan Williams 12e Transformation(s) : Jordan Williams (2) 3e, 8e |                   | Essai(s) : Nathan Hirayama 4e, Harry Jones 6e | Hong Kong Stadium, Hong Kong |
| 9 avril 2016 12 h 02 UTC+08:00 | |                   |                                               | Hong Kong Stadium, Hong Kong |

| 9 avril 2016 12 h 24 UTC+08:00 | Fidji | 57 - 0 (24 - 0) | Corée du Sud | Hong Kong Stadium, Hong Kong |
| 9 avril 2016 12 h 24 UTC+08:00 | Essai(s) : Apisai Domolailai 2e, Jerry Tuwai 3e, Kitione Taliga 6e, Semi Kunatani (2) 8e, 13e, Amenoni Nasilasila (3) 9e, 12e, 14e, Masivesi Dakuwaqa 10e Transformation(s) : Kitione Taliga (3) 6e, 8e, 15e, Amenoni Nasilasila (3) 9e, 10e, 12e |                 |              | Hong Kong Stadium, Hong Kong |
| 9 avril 2016 12 h 24 UTC+08:00 | |                 |              | Hong Kong Stadium, Hong Kong |

| 9 avril 2016 16 h 02 UTC+08:00 | Canada | 31 - 14 (5 - 7) | Corée du Sud                                                                            | Hong Kong Stadium, Hong Kong |
| 9 avril 2016 16 h 02 UTC+08:00 | Essai(s) : Conor Trainor 2e, Pat Kay 9e, Nathan Hirayama 11e, Lucas Hammond 13e, Justin Douglas 15e Transformation(s) : Nathan Hirayama (3) 9e, 13e, 15e |                 | Essai(s) : Kun Kyu Han 9e, Hyun Soo Kim 8e Transformation(s) : Youn Hyung Oh (2) 9e, 8e | Hong Kong Stadium, Hong Kong |
| 9 avril 2016 16 h 02 UTC+08:00 | |                 |                                                                                         | Hong Kong Stadium, Hong Kong |

| 9 avril 2016 16 h 24 UTC+08:00 | Fidji | 36 - 10 (17 - 5) | Pays de Galles                                   | Hong Kong Stadium, Hong Kong |
| 9 avril 2016 16 h 24 UTC+08:00 | Essai(s) : Savenaca Rawaca (2) 3e, 10e, Vatemo Ravouvou (2) 6e, 7e, Apisai Domolailai 8e, Pio Tuwai 13e Transformation(s) : Osea Kolinisau (3) 8e, 11e, 14e |                  | Essai(s) : Kristian Phillips 9e, Luke Morgan 16e | Hong Kong Stadium, Hong Kong |
| 9 avril 2016 16 h 24 UTC+08:00 | |                  |                                                  | Hong Kong Stadium, Hong Kong |

### Phase finale
Résultats de la phase finale.

#### Trophées

##### Cup
|  | Quarts de finale                  | Quarts de finale                  |                                   |                                   | Demi-finales                      | Demi-finales                      |   |  | Finale                            | Finale                            |
|  | Quarts de finale                  | Quarts de finale                  |                                   |                                   | Demi-finales                      | Demi-finales                      |   |  | Finale                            | Finale                            |
|  |                                   |                                   |                                   |                                   |                                   |                                   |   |  |                                   |                                   |
|  | 10 avril 2016 - 10 h 58 UTC+08:00 | 10 avril 2016 - 10 h 58 UTC+08:00 |                                   |                                   | 10 avril 2016 - 15 h 44 UTC+08:00 | 10 avril 2016 - 15 h 44 UTC+08:00 |   |  | 10 avril 2016 - 18 h 30 UTC+08:00 | 10 avril 2016 - 18 h 30 UTC+08:00 |
|  | 10 avril 2016 - 10 h 58 UTC+08:00 | 10 avril 2016 - 10 h 58 UTC+08:00 |                                   |                                   | 10 avril 2016 - 15 h 44 UTC+08:00 | 10 avril 2016 - 15 h 44 UTC+08:00 |   |  | 10 avril 2016 - 18 h 30 UTC+08:00 | 10 avril 2016 - 18 h 30 UTC+08:00 |
|  | Nouvelle-Zélande                  | 19                                |                                   |                                   | 10 avril 2016 - 15 h 44 UTC+08:00 | 10 avril 2016 - 15 h 44 UTC+08:00 |   |  | 10 avril 2016 - 18 h 30 UTC+08:00 | 10 avril 2016 - 18 h 30 UTC+08:00 |
|  | Nouvelle-Zélande                  | 19                                |                                   |                                   | 10 avril 2016 - 15 h 44 UTC+08:00 | 10 avril 2016 - 15 h 44 UTC+08:00 |   |  | 10 avril 2016 - 18 h 30 UTC+08:00 | 10 avril 2016 - 18 h 30 UTC+08:00 |
|  | Pays de Galles                    | 7                                 |                                   |                                   | 10 avril 2016 - 15 h 44 UTC+08:00 | 10 avril 2016 - 15 h 44 UTC+08:00 |   |  | 10 avril 2016 - 18 h 30 UTC+08:00 | 10 avril 2016 - 18 h 30 UTC+08:00 |
|  | Pays de Galles                    | 7                                 | Nouvelle-Zélande                  | 12                                |                                   |                                   |   |  | 10 avril 2016 - 18 h 30 UTC+08:00 | 10 avril 2016 - 18 h 30 UTC+08:00 |
|  | 10 avril 2016 - 11 h 20 UTC+08:00 |                                   | Nouvelle-Zélande                  | 12                                |                                   |                                   |   |  | 10 avril 2016 - 18 h 30 UTC+08:00 | 10 avril 2016 - 18 h 30 UTC+08:00 |
|  |                                   | Afrique du Sud                    | 7                                 |                                   |                                   |                                   |   |  | 10 avril 2016 - 18 h 30 UTC+08:00 | 10 avril 2016 - 18 h 30 UTC+08:00 |
|  | États-Unis                        | Afrique du Sud                    | 7                                 | 0                                 |                                   |                                   |   |  | 10 avril 2016 - 18 h 30 UTC+08:00 | 10 avril 2016 - 18 h 30 UTC+08:00 |
|  | États-Unis                        |                                   |                                   | 0                                 |                                   |                                   |   |  | 10 avril 2016 - 18 h 30 UTC+08:00 | 10 avril 2016 - 18 h 30 UTC+08:00 |
|  | Afrique du Sud                    | 28                                |                                   |                                   |                                   |                                   |   |  | 10 avril 2016 - 18 h 30 UTC+08:00 | 10 avril 2016 - 18 h 30 UTC+08:00 |
|  | Afrique du Sud                    | 28                                | Nouvelle-Zélande                  | 7                                 |                                   |                                   |   |  |                                   |                                   |
|  | 10 avril 2016 - 11 h 42 UTC+08:00 |                                   | Nouvelle-Zélande                  | 7                                 |                                   |                                   |   |  |                                   |                                   |
|  |                                   | Fidji                             | 21                                |                                   |                                   |                                   |   |  |                                   |                                   |
|  | Fidji                             | Fidji                             | 21                                | 12                                |                                   |                                   |   |  |                                   |                                   |
|  | Fidji                             | 10 avril 2016 - 16 h 06 UTC+08:00 |                                   | 12                                |                                   |                                   |   |  |                                   |                                   |
|  | Kenya                             | 10                                |                                   |                                   |                                   |                                   |   |  |                                   |                                   |
|  | Kenya                             | 10                                | Fidji                             | 34                                |                                   |                                   |   |  |                                   |                                   |
|  | 10 avril 2016 - 12 h 04 UTC+08:00 | 10 avril 2016 - 12 h 04 UTC+08:00 | Fidji                             | 34                                | Match pour la 3e place            | Match pour la 3e place            |   |  |                                   |                                   |
|  | 10 avril 2016 - 12 h 04 UTC+08:00 | 10 avril 2016 - 12 h 04 UTC+08:00 |                                   | Australie                         | Match pour la 3e place            | Match pour la 3e place            | 5 |  |                                   |                                   |
|  | Angleterre                        | 5                                 | 10 avril 2016 - 19 h 00 UTC+08:00 | 10 avril 2016 - 19 h 00 UTC+08:00 |                                   |                                   | 5 |  |                                   |                                   |
|  | Angleterre                        | 5                                 | 10 avril 2016 - 19 h 00 UTC+08:00 | 10 avril 2016 - 19 h 00 UTC+08:00 |                                   |                                   |   |  |                                   |                                   |
|  | Australie                         | 14                                |                                   | Afrique du Sud                    | 14                                |                                   |   |  |                                   |                                   |
|  | Australie                         | 14                                |                                   | Afrique du Sud                    | 14                                |                                   |   |  |                                   |                                   |
|  |                                   |                                   |                                   |                                   |                                   |                                   |   |  | Australie                         | 12                                |
|  |                                   |                                   |                                   |                                   |                                   |                                   |   |  | Australie                         | 12                                |

##### Bowl
|  | Quarts de finale                  | Quarts de finale                  |           |    | Demi-finales                      | Demi-finales                      |  |  | Finale                            | Finale                            |
|  | Quarts de finale                  | Quarts de finale                  |           |    | Demi-finales                      | Demi-finales                      |  |  | Finale                            | Finale                            |
|  |                                   |                                   |           |    |                                   |                                   |  |  |                                   |                                   |
|  | 10 avril 2016 - 9 h 30 UTC+08:00  | 10 avril 2016 - 9 h 30 UTC+08:00  |           |    | 10 avril 2016 - 14 h 14 UTC+08:00 | 10 avril 2016 - 14 h 14 UTC+08:00 |  |  | 10 avril 2016 - 17 h 30 UTC+08:00 | 10 avril 2016 - 17 h 30 UTC+08:00 |
|  | 10 avril 2016 - 9 h 30 UTC+08:00  | 10 avril 2016 - 9 h 30 UTC+08:00  |           |    | 10 avril 2016 - 14 h 14 UTC+08:00 | 10 avril 2016 - 14 h 14 UTC+08:00 |  |  | 10 avril 2016 - 17 h 30 UTC+08:00 | 10 avril 2016 - 17 h 30 UTC+08:00 |
|  | France                            | 45                                |           |    | 10 avril 2016 - 14 h 14 UTC+08:00 | 10 avril 2016 - 14 h 14 UTC+08:00 |  |  | 10 avril 2016 - 17 h 30 UTC+08:00 | 10 avril 2016 - 17 h 30 UTC+08:00 |
|  | France                            | 45                                |           |    | 10 avril 2016 - 14 h 14 UTC+08:00 | 10 avril 2016 - 14 h 14 UTC+08:00 |  |  | 10 avril 2016 - 17 h 30 UTC+08:00 | 10 avril 2016 - 17 h 30 UTC+08:00 |
|  | Corée du Sud                      | 0                                 |           |    | 10 avril 2016 - 14 h 14 UTC+08:00 | 10 avril 2016 - 14 h 14 UTC+08:00 |  |  | 10 avril 2016 - 17 h 30 UTC+08:00 | 10 avril 2016 - 17 h 30 UTC+08:00 |
|  | Corée du Sud                      | 0                                 | France    | 7  |                                   |                                   |  |  | 10 avril 2016 - 17 h 30 UTC+08:00 | 10 avril 2016 - 17 h 30 UTC+08:00 |
|  | 10 avril 2016 - 9 h 52 UTC+08:00  |                                   | France    | 7  |                                   |                                   |  |  | 10 avril 2016 - 17 h 30 UTC+08:00 | 10 avril 2016 - 17 h 30 UTC+08:00 |
|  |                                   | Argentine                         | 14        |    |                                   |                                   |  |  | 10 avril 2016 - 17 h 30 UTC+08:00 | 10 avril 2016 - 17 h 30 UTC+08:00 |
|  | Argentine                         | Argentine                         | 14        | 22 |                                   |                                   |  |  | 10 avril 2016 - 17 h 30 UTC+08:00 | 10 avril 2016 - 17 h 30 UTC+08:00 |
|  | Argentine                         |                                   |           | 22 |                                   |                                   |  |  | 10 avril 2016 - 17 h 30 UTC+08:00 | 10 avril 2016 - 17 h 30 UTC+08:00 |
|  | Russie                            | 0                                 |           |    |                                   |                                   |  |  | 10 avril 2016 - 17 h 30 UTC+08:00 | 10 avril 2016 - 17 h 30 UTC+08:00 |
|  | Russie                            | 0                                 | Argentine | 26 |                                   |                                   |  |  |                                   |                                   |
|  | 10 avril 2016 - 10 h 14 UTC+08:00 |                                   | Argentine | 26 |                                   |                                   |  |  |                                   |                                   |
|  |                                   | Écosse                            | 0         |    |                                   |                                   |  |  |                                   |                                   |
|  | Canada                            | Écosse                            | 0         | 10 |                                   |                                   |  |  |                                   |                                   |
|  | Canada                            | 10 avril 2016 - 14 h 36 UTC+08:00 |           | 10 |                                   |                                   |  |  |                                   |                                   |
|  | Samoa                             | 19                                |           |    |                                   |                                   |  |  |                                   |                                   |
|  | Samoa                             | 19                                | Samoa     | 14 |                                   |                                   |  |  |                                   |                                   |
|  | 10 avril 2016 - 10 h 36 UTC+08:00 |                                   | Samoa     | 14 |                                   |                                   |  |  |                                   |                                   |
|  |                                   | Écosse                            | 19        |    |                                   |                                   |  |  |                                   |                                   |
|  | Écosse                            | Écosse                            | 19        | 5  |                                   |                                   |  |  |                                   |                                   |
|  | Écosse                            |                                   |           | 5  |                                   |                                   |  |  |                                   |                                   |
|  | Portugal                          | 0                                 |           |    |                                   |                                   |  |  |                                   |                                   |
|  | Portugal                          | 0                                 |           |    |                                   |                                   |  |  |                                   |                                   |

#### Matchs de classement

##### Plate
|  | Demi-finales                      | Demi-finales                      |            |   | Finale                            | Finale                            |
|  | Demi-finales                      | Demi-finales                      |            |   | Finale                            | Finale                            |
|  |                                   |                                   |            |   |                                   |                                   |
|  | 10 avril 2016 - 15 h 00 UTC+08:00 | 10 avril 2016 - 15 h 00 UTC+08:00 |            |   | 10 avril 2016 - 18 h 00 UTC+08:00 | 10 avril 2016 - 18 h 00 UTC+08:00 |
|  | 10 avril 2016 - 15 h 00 UTC+08:00 | 10 avril 2016 - 15 h 00 UTC+08:00 |            |   | 10 avril 2016 - 18 h 00 UTC+08:00 | 10 avril 2016 - 18 h 00 UTC+08:00 |
|  | Pays de Galles                    | 0                                 |            |   | 10 avril 2016 - 18 h 00 UTC+08:00 | 10 avril 2016 - 18 h 00 UTC+08:00 |
|  | Pays de Galles                    | 0                                 |            |   | 10 avril 2016 - 18 h 00 UTC+08:00 | 10 avril 2016 - 18 h 00 UTC+08:00 |
|  | États-Unis                        | 27                                |            |   | 10 avril 2016 - 18 h 00 UTC+08:00 | 10 avril 2016 - 18 h 00 UTC+08:00 |
|  | États-Unis                        | 27                                | États-Unis | 0 |                                   |                                   |
|  | 10 avril 2016 - 15 h 22 UTC+08:00 |                                   | États-Unis | 0 |                                   |                                   |
|  |                                   | Angleterre                        | 19         |   |                                   |                                   |
|  | Kenya                             | Angleterre                        | 19         | 0 |                                   |                                   |
|  | Kenya                             |                                   |            | 0 |                                   |                                   |
|  | Angleterre                        | 33                                |            |   |                                   |                                   |
|  | Angleterre                        | 33                                |            |   |                                   |                                   |

##### Shield
|  | Demi-finales                      | Demi-finales                      |        |    | Finale                            | Finale                            |
|  | Demi-finales                      | Demi-finales                      |        |    | Finale                            | Finale                            |
|  |                                   |                                   |        |    |                                   |                                   |
|  | 10 avril 2016 - 13 h 30 UTC+08:00 | 10 avril 2016 - 13 h 30 UTC+08:00 |        |    | 10 avril 2016 - 17 h 00 UTC+08:00 | 10 avril 2016 - 17 h 00 UTC+08:00 |
|  | 10 avril 2016 - 13 h 30 UTC+08:00 | 10 avril 2016 - 13 h 30 UTC+08:00 |        |    | 10 avril 2016 - 17 h 00 UTC+08:00 | 10 avril 2016 - 17 h 00 UTC+08:00 |
|  | Corée du Sud                      | 7                                 |        |    | 10 avril 2016 - 17 h 00 UTC+08:00 | 10 avril 2016 - 17 h 00 UTC+08:00 |
|  | Corée du Sud                      | 7                                 |        |    | 10 avril 2016 - 17 h 00 UTC+08:00 | 10 avril 2016 - 17 h 00 UTC+08:00 |
|  | Russie                            | 29                                |        |    | 10 avril 2016 - 17 h 00 UTC+08:00 | 10 avril 2016 - 17 h 00 UTC+08:00 |
|  | Russie                            | 29                                | Russie | 19 |                                   |                                   |
|  | 10 avril 2016 - 13 h 52 UTC+08:00 |                                   | Russie | 19 |                                   |                                   |
|  |                                   | Canada                            | 14     |    |                                   |                                   |
|  | Canada                            | Canada                            | 14     | 19 |                                   |                                   |
|  | Canada                            |                                   |        | 19 |                                   |                                   |
|  | Portugal                          | 5                                 |        |    |                                   |                                   |
|  | Portugal                          | 5                                 |        |    |                                   |                                   |

## Tournoi de qualification

### Phase de poules
Les équipes du tournoi de qualification sont réparties en trois poules :

#### Poule E
| Rang | Pays         | J | V | N | D | Pm | Pe  | Diff | Pts |
| ---- | ------------ | - | - | - | - | -- | --- | ---- | --- |
| 1    | Allemagne    | 3 | 2 | 1 | 0 | 74 | 19  | +55  | 8   |
| 2    | Zimbabwe     | 3 | 2 | 1 | 0 | 68 | 26  | +42  | 8   |
| 3    | Hong Kong    | 3 | 1 | 0 | 2 | 55 | 31  | +24  | 5   |
| 4    | Îles Caïmans | 3 | 0 | 0 | 3 | 5  | 126 | -121 | 3   |

| 8 avril 2016 14 h 28 UTC+08:00 | Zimbabwe                                                                                | 14 - 14 (14 - 0) | Allemagne                                                                                     | Hong Kong Stadium, Hong Kong |
| 8 avril 2016 14 h 28 UTC+08:00 | Essai(s) : Manasah Sita 2e, Njabulo Ndlovu 5e Transformation(s) : Boyd Rouse (2) 2e, 5e |                  | Essai(s) : Robert Hittel 9e, Phil Szczesny 12e Transformation(s) : Fabian Heimpel (2) 9e, 13e | Hong Kong Stadium, Hong Kong |
| 8 avril 2016 14 h 28 UTC+08:00 |                                                                                         |                  |                                                                                               | Hong Kong Stadium, Hong Kong |

| 8 avril 2016 14 h 50 UTC+08:00 | Hong Kong | 43 - 0 (24 - 0) | Îles Caïmans | Hong Kong Stadium, Hong Kong |
| 8 avril 2016 14 h 50 UTC+08:00 | Essai(s) : Jamie Hood 1re, Alex McQueen 4e, Ben Rimene 6e, Michael Coverdale (2) 9e, 9e, Salom Yiu Kam Shing 12e, Toby Fenn 14e Transformation(s) : Jamie Hood (2) 5e, 9e, Ben Rimene (2) 12e, 14e |                 |              | Hong Kong Stadium, Hong Kong |
| 8 avril 2016 14 h 50 UTC+08:00 | |                 |              | Hong Kong Stadium, Hong Kong |

| 8 avril 2016 16 h 40 UTC+08:00 | Zimbabwe | 35 - 5 (21 - 0) | Îles Caïmans             | Hong Kong Stadium, Hong Kong |
| 8 avril 2016 16 h 40 UTC+08:00 | Essai(s) : Manasah Sita 2e, Jacques Leitao 4e, Tafadzwa Chitokwindo 5e, Steven Hunduza 10e, Riaan Bryden 17e Transformation(s) : Boyd Rouse (5) 2e, 5e, 6e, 10e, 17e |                 | Essai(s) : Mark Soto 14e | Hong Kong Stadium, Hong Kong |
| 8 avril 2016 16 h 40 UTC+08:00 | |                 |                          | Hong Kong Stadium, Hong Kong |

| 8 avril 2016 17 h 02 UTC+08:00 | Hong Kong                   | 5 - 12 (5 - 0) | Allemagne                                                                           | Hong Kong Stadium, Hong Kong |
| 8 avril 2016 17 h 02 UTC+08:00 | Essai(s) : Alex McQueen 10e |                | Essai(s) : Tim Biniak 11e, Phil Szczesny 15e Transformation(s) : Fabian Heimpel 11e | Hong Kong Stadium, Hong Kong |
| 8 avril 2016 17 h 02 UTC+08:00 |                             |                |                                                                                     | Hong Kong Stadium, Hong Kong |

| 9 avril 2016 9 h 44 UTC+08:00 | Allemagne | 48 - 0 (24 - 0) | Îles Caïmans | Hong Kong Stadium, Hong Kong |
| 9 avril 2016 9 h 44 UTC+08:00 | Essai(s) : Bastian Himmer (2) 1re, 10e, Tim Biniak 3e, Leon Hees (2) 6e, 11e, Clemens Von Grumbkow 8e, Robert Hittel 14e, Sam Rainger 15e Transformation(s) : Fabian Heimpel (2) 3e, 8e, Pierre Mathurin 14e, Leon Hees 15e |                 |              | Hong Kong Stadium, Hong Kong |
| 9 avril 2016 9 h 44 UTC+08:00 | |                 |              | Hong Kong Stadium, Hong Kong |

| 9 avril 2016 10 h 50 UTC+08:00 | Zimbabwe | 19 - 7 (7 - 0) | Hong Kong                                                             | Hong Kong Stadium, Hong Kong |
| 9 avril 2016 10 h 50 UTC+08:00 | Essai(s) : Manasah Sita 6e, Steven Hunduza 10e, Shayne Makombe 14e Transformation(s) : Linience Tambwera (2) 6e, 14e |                | Essai(s) : Salom Yiu Kam Shing 16e Transformation(s) : Ben Rimene 16e | Hong Kong Stadium, Hong Kong |
| 9 avril 2016 10 h 50 UTC+08:00 | |                |                                                                       | Hong Kong Stadium, Hong Kong |

#### Poule F
| Rang | Pays                      | J | V | N | D | Pm | Pe | Diff | Pts |
| ---- | ------------------------- | - | - | - | - | -- | -- | ---- | --- |
| 1    | Espagne                   | 3 | 3 | 0 | 0 | 93 | 0  | +93  | 9   |
| 2    | Chili                     | 3 | 2 | 0 | 1 | 48 | 40 | +8   | 7   |
| 3    | Mexique                   | 3 | 1 | 0 | 2 | 31 | 85 | -54  | 5   |
| 4    | Papouasie-Nouvelle-Guinée | 3 | 0 | 0 | 3 | 22 | 69 | -47  | 3   |

| 8 avril 2016 13 h 44 UTC+08:00 | Espagne | 33 - 0 (14 - 0) | Papouasie-Nouvelle-Guinée | Hong Kong Stadium, Hong Kong |
| 8 avril 2016 13 h 44 UTC+08:00 | Essai(s) : Angel Lopez 6e, Javier Carrion 8e, Matías Tudela 8e, Marcos Poggi 11e, Pol Pla 14e Transformation(s) : Francisco Hernandez (3) 7e, 8e, 9e, Igor Genua 12e |                 |                           | Hong Kong Stadium, Hong Kong |
| 8 avril 2016 13 h 44 UTC+08:00 | |                 |                           | Hong Kong Stadium, Hong Kong |

| 8 avril 2016 14 h 06 UTC+08:00 | Chili | 29 - 14 (5 - 14) | Mexique                                                                                           | Hong Kong Stadium, Hong Kong |
| 8 avril 2016 14 h 06 UTC+08:00 | Essai(s) : Anton Petrowitsch 1re, Pedro Verschae 9e, Felipe Neira 13e, Francisco Gonzalez 16e Transformation(s) : Francisco Gonzalez (2) 13e, 15e |                  | Essai(s) : Christian Henning 3e, Luis Herrejon 6e Transformation(s) : Alejandro Chavez (2) 3e, 7e | Hong Kong Stadium, Hong Kong |
| 8 avril 2016 14 h 06 UTC+08:00 | |                  |                                                                                                   | Hong Kong Stadium, Hong Kong |

| 8 avril 2016 15 h 58 UTC+08:00 | Espagne | 41 - 0 (17 - 0) | Mexique | Hong Kong Stadium, Hong Kong |
| 8 avril 2016 15 h 58 UTC+08:00 | Essai(s) : Inaki Villanueva 2e, Glenn Rolls (3) 6e, 10e, 15e, Pol Pla 8e, Angel Lopez (2) 13e, 15e Transformation(s) : Igor Genua 3e, Francisco Hernandez (2) 15e, 17e |                 |         | Hong Kong Stadium, Hong Kong |
| 8 avril 2016 15 h 58 UTC+08:00 | |                 |         | Hong Kong Stadium, Hong Kong |

| 8 avril 2016 16 h 18 UTC+08:00 | Chili | 19 - 7 (7 - 0) | Papouasie-Nouvelle-Guinée                                            | Hong Kong Stadium, Hong Kong |
| 8 avril 2016 16 h 18 UTC+08:00 | Essai(s) : Felipe Brangier 1re, Anton Petrowitsch 9e, Pedro Verschae 13e Transformation(s) : Francisco Gonzalez 2e, Nicolas Herreros 10e |                | Essai(s) : William Tirang 11e Transformation(s) : Arthur Clement 12e | Hong Kong Stadium, Hong Kong |
| 8 avril 2016 16 h 18 UTC+08:00 | |                |                                                                      | Hong Kong Stadium, Hong Kong |

| 9 avril 2016 9 h 22 UTC+08:00 | Papouasie-Nouvelle-Guinée                                   | 15 - 17 (10 - 5) | Mexique | Hong Kong Stadium, Hong Kong |
| 9 avril 2016 9 h 22 UTC+08:00 | Essai(s) : Tisa Kautu 3e, Emmanuel Guise 5e, Paul Nelson 8e |                  | Essai(s) : Christian Henning 10e, Gonzalo Ponce 15e, Luis Herrejon 17e Transformation(s) : Pascal Nadaud 15e | Hong Kong Stadium, Hong Kong |
| 9 avril 2016 9 h 22 UTC+08:00 |                                                             |                  | | Hong Kong Stadium, Hong Kong |

| 9 avril 2016 10 h 28 UTC+08:00 | Espagne | 19 - 0 (12 - 0) | Chili | Hong Kong Stadium, Hong Kong |
| 9 avril 2016 10 h 28 UTC+08:00 | Essai(s) : Marcos Poggi 4e, Matías Tudela 8e, Igor Genua 15e Transformation(s) : Francisco Hernandez 5e, Igor Genua 16e |                 |       | Hong Kong Stadium, Hong Kong |
| 9 avril 2016 10 h 28 UTC+08:00 | |                 |       | Hong Kong Stadium, Hong Kong |

#### Poule G
| Rang | Pays   | J | V | N | D | Pm  | Pe | Diff | Pts |
| ---- | ------ | - | - | - | - | --- | -- | ---- | --- |
| 1    | Japon  | 3 | 3 | 0 | 0 | 112 | 0  | +112 | 9   |
| 2    | Maroc  | 3 | 1 | 1 | 1 | 38  | 81 | -43  | 6   |
| 3    | Tonga  | 3 | 1 | 0 | 2 | 43  | 55 | -12  | 5   |
| 4    | Brésil | 3 | 0 | 1 | 2 | 24  | 81 | -57  | 4   |

| 8 avril 2016 13 h 00 UTC+08:00 | Japon | 36 - 0 (24 - 0) | Brésil | Hong Kong Stadium, Hong Kong |
| 8 avril 2016 13 h 00 UTC+08:00 | Essai(s) : Yusaku Kuwazuru 2e, Masakatsu Hikosaka 3e, Lomano Lemeki (2) 6e, 8e, Kazuhiro Goya 9e, Shohei Toyosima 11e Transformation(s) : Katsuyuki Sakai (2) 3e, 6e, Shohei Toyosima 12e |                 |        | Hong Kong Stadium, Hong Kong |
| 8 avril 2016 13 h 00 UTC+08:00 | |                 |        | Hong Kong Stadium, Hong Kong |

| 8 avril 2016 13 h 22 UTC+08:00 | Tonga                                                                                      | 17 - 19 (0 - 14) | Maroc | Hong Kong Stadium, Hong Kong |
| 8 avril 2016 13 h 22 UTC+08:00 | Essai(s) : Soni Asi (2) 10e, 14e, Tuikakavalu Ika 16e Transformation(s) : Sosaia Tokai 16e |                  | Essai(s) : Mohamed Amine Abid 2e, Karim Qadiri 6e, Adil Achahbar 8e Transformation(s) : Bryan Brichet (2) 3e, 7e | Hong Kong Stadium, Hong Kong |
| 8 avril 2016 13 h 22 UTC+08:00 |                                                                                            |                  | | Hong Kong Stadium, Hong Kong |

| 8 avril 2016 15 h 12 UTC+08:00 | Japon | 45 - 0 (19 - 0) | Maroc | Hong Kong Stadium, Hong Kong |
| 8 avril 2016 15 h 12 UTC+08:00 | Essai(s) : Lote Daulako Tuqiri 2e, Katsuyuki Sakai 3e, Kameli Raravou Soejima 5e, Kazuhiro Goya 9e , Yoshitaka Tokunaga (2) 11e, 15e, Lomano Lemeki 14e Transformation(s) : Katsuyuki Sakai (4) 2e, 6e, 10e, 11e, Shohei Toyosima 15e |                 |       | Hong Kong Stadium, Hong Kong |
| 8 avril 2016 15 h 12 UTC+08:00 | |                 |       | Hong Kong Stadium, Hong Kong |

| 8 avril 2016 15 h 34 UTC+08:00 | Tonga                                                                           | 26 - 5 (12 - 5) | Brésil                       | Hong Kong Stadium, Hong Kong |
| 8 avril 2016 15 h 34 UTC+08:00 | Essai(s) : Tuikakavalu Ika 2e, Viliami Siale 6e Transformation(s) : Soni Asi 7e |                 | Essai(s) : Felipe Sancery 4e | Hong Kong Stadium, Hong Kong |
| 8 avril 2016 15 h 34 UTC+08:00 |                                                                                 |                 |                              | Hong Kong Stadium, Hong Kong |

| 9 avril 2016 9 h 00 UTC+08:00 | Brésil | 19 - 19 | Maroc | Hong Kong Stadium, Hong Kong |
| 9 avril 2016 9 h 00 UTC+08:00 |        |         |       | Hong Kong Stadium, Hong Kong |
| 9 avril 2016 9 h 00 UTC+08:00 |        |         |       | Hong Kong Stadium, Hong Kong |

| 9 avril 2016 10 h 06 UTC+08:00 | Japon | 31 - 0 (26 - 0) | Tonga | Hong Kong Stadium, Hong Kong |
| 9 avril 2016 10 h 06 UTC+08:00 | Essai(s) : Kazushi Hano (2) 2e, 7e, Kameli Raravou Soejima 4e, Lomano Lemeki 7e, Chihito Matsui 16e Transformation(s) : Katsuyuki Sakai (3) 2e, 7e, 8e |                 |       | Hong Kong Stadium, Hong Kong |
| 9 avril 2016 10 h 06 UTC+08:00 | |                 |       | Hong Kong Stadium, Hong Kong |

### Tableau final
|  | Quarts de finale              | Quarts de finale               |           |    | Demi-finales                   | Demi-finales                   |  |  | Finale                         | Finale                         |
|  | Quarts de finale              | Quarts de finale               |           |    | Demi-finales                   | Demi-finales                   |  |  | Finale                         | Finale                         |
|  |                               |                                |           |    |                                |                                |  |  |                                |                                |
|  | 9 mars 2016 - 18:16 UTC+08:00 | 9 mars 2016 - 18:16 UTC+08:00  |           |    | 10 mars 2016 - 12:26 UTC+08:00 | 10 mars 2016 - 12:26 UTC+08:00 |  |  | 10 mars 2016 - 16:30 UTC+08:00 | 10 mars 2016 - 16:30 UTC+08:00 |
|  | 9 mars 2016 - 18:16 UTC+08:00 | 9 mars 2016 - 18:16 UTC+08:00  |           |    | 10 mars 2016 - 12:26 UTC+08:00 | 10 mars 2016 - 12:26 UTC+08:00 |  |  | 10 mars 2016 - 16:30 UTC+08:00 | 10 mars 2016 - 16:30 UTC+08:00 |
|  | Espagne                       | 7                              |           |    | 10 mars 2016 - 12:26 UTC+08:00 | 10 mars 2016 - 12:26 UTC+08:00 |  |  | 10 mars 2016 - 16:30 UTC+08:00 | 10 mars 2016 - 16:30 UTC+08:00 |
|  | Espagne                       | 7                              |           |    | 10 mars 2016 - 12:26 UTC+08:00 | 10 mars 2016 - 12:26 UTC+08:00 |  |  | 10 mars 2016 - 16:30 UTC+08:00 | 10 mars 2016 - 16:30 UTC+08:00 |
|  | Hong Kong                     | 12                             |           |    | 10 mars 2016 - 12:26 UTC+08:00 | 10 mars 2016 - 12:26 UTC+08:00 |  |  | 10 mars 2016 - 16:30 UTC+08:00 | 10 mars 2016 - 16:30 UTC+08:00 |
|  | Hong Kong                     | 12                             | Hong Kong | 17 |                                |                                |  |  | 10 mars 2016 - 16:30 UTC+08:00 | 10 mars 2016 - 16:30 UTC+08:00 |
|  | 9 mars 2016 - 18:38 UTC+08:00 |                                | Hong Kong | 17 |                                |                                |  |  | 10 mars 2016 - 16:30 UTC+08:00 | 10 mars 2016 - 16:30 UTC+08:00 |
|  |                               | Allemagne                      | 7         |    |                                |                                |  |  | 10 mars 2016 - 16:30 UTC+08:00 | 10 mars 2016 - 16:30 UTC+08:00 |
|  | Allemagne                     | Allemagne                      | 7         | 19 |                                |                                |  |  | 10 mars 2016 - 16:30 UTC+08:00 | 10 mars 2016 - 16:30 UTC+08:00 |
|  | Allemagne                     |                                |           | 19 |                                |                                |  |  | 10 mars 2016 - 16:30 UTC+08:00 | 10 mars 2016 - 16:30 UTC+08:00 |
|  | Maroc                         | 14                             |           |    |                                |                                |  |  | 10 mars 2016 - 16:30 UTC+08:00 | 10 mars 2016 - 16:30 UTC+08:00 |
|  | Maroc                         | 14                             | Hong Kong | 14 |                                |                                |  |  |                                |                                |
|  | 9 mars 2016 - 19:00 UTC+08:00 |                                | Hong Kong | 14 |                                |                                |  |  |                                |                                |
|  |                               | Japon                          | 24        |    |                                |                                |  |  |                                |                                |
|  | Zimbabwe                      | Japon                          | 24        | 19 |                                |                                |  |  |                                |                                |
|  | Zimbabwe                      | 10 mars 2016 - 12:48 UTC+08:00 |           | 19 |                                |                                |  |  |                                |                                |
|  | Chili                         | 5                              |           |    |                                |                                |  |  |                                |                                |
|  | Chili                         | 5                              | Zimbabwe  | 0  |                                |                                |  |  |                                |                                |
|  | 9 mars 2016 - 19:22 UTC+08:00 |                                | Zimbabwe  | 0  |                                |                                |  |  |                                |                                |
|  |                               | Japon                          | 22        |    |                                |                                |  |  |                                |                                |
|  | Japon                         | Japon                          | 22        | 33 |                                |                                |  |  |                                |                                |
|  | Japon                         |                                |           | 33 |                                |                                |  |  |                                |                                |
|  | Tonga                         | 0                              |           |    |                                |                                |  |  |                                |                                |
|  | Tonga                         | 0                              |           |    |                                |                                |  |  |                                |                                |

## Bilan
Statistiques sportives 
- Meilleur marqueur du tournoi :  Perry Baker (35 points)
- Meilleur marqueur d'essais du tournoi :   Perry Baker  (7 essais)